# Adolf Riebe
Adolf Riebe (* 9. Februar 1889 in Wien, Österreich-Ungarn; † 3. Mai 1966 ebenda, Österreich) war ein österreichischer Fußballspieler und -trainer.

## Spielerkarriere
In Wien geboren, begann Riebe auch dort das Fußballspielen, ehe er – nach Deutschland gelangt – zunächst für die Fußballabteilung des TSV Jahn München von 1900, dann für die „F.A. Bayern im Münchner SC“ sowie für den FSV Frankfurt aktiv war.
Im Jahr 1912 wechselte er zur SpVgg Fürth, bei der er im seinerzeitigen 2-3-5-System die spielbestimmende Rolle des Mittelläufers einnahm und als hochklassiger Spielmacher und ausgezeichneter Techniker beschrieben wurde. Für den Verein bestritt er 33 Punktspiele, in denen er sechs Tore erzielte und während seiner Vereinszugehörigkeit 1913 und 1914 die Bayerische Meisterschaft gewann, die zur Teilnahme an der Süddeutschen Meisterschaft berechtigte. Diese gewann er mit der Mannschaft 1914 im dritten Anlauf und nahm damit unter dem Trainer William Townley erstmals an der Endrunde um die deutsche Meisterschaft teil. Nach Siegen gegen die SpVgg 1899 Leipzig und den Berliner BC erreichte er mit der Mannschaft das Finale, das am 31. Mai 1914 auf dem Viktoria-Platz in Magdeburg vor 6000 Zuschauern mit 3:2 n. V. gegen den amtierenden Deutschen Meister VfB Leipzig gewonnen wurde. Es war zudem die erste Deutsche Meisterschaft der SpVgg Fürth.
Im Sommer 1915 verließ er Fürth und kehrte in seine Heimatstadt zurück, in der er nach mehrmonatiger Spielpause im Dezember für den Erstligisten Wiener Associationfootball-Club zum Einsatz kam. Mit den Hütteldorfern erreichte er in den beiden Folgespielzeiten die Plätze drei und vier, ehe er zur Saison 1917/18 zum spielstarken Provinzverein SC Germania Schwechat wechselte und dort bis Februar 1919 blieb. Im März kehrte er zum Wiener Associationfootball-Club zurück, bei dem er seine aktive Karriere nach drei Monaten beendete.

## Trainerkarriere
Im Sommer 1919 wechselte Riebe auf die Trainerbank des WAF, mit dem er nur knapp die Spielklasse halten konnte. Anfang 1921 nahm er dann seinen ersten Trainerposten im Ausland an, nämlich beim Duisburger Kreisligisten VfvB Ruhrort aus dem gleichnamigen Stadtteil. Im April 1922 wurde er Trainer beim italienischen Verein FBC Parma. Während eines Heimaturlaubes übernahm er im Sommer 1922 übergangsweise den Trainerposten beim First Vienna FC, kehrte aber nach wenigen Monaten wieder nach Parma zurück. Im Herbst 1923 wechselte er nach Genua zur SG Andrea Doria und erreichte dort einen Mittelfeldplatz in der Gruppe B der Norddivision.
Im Jänner 1925 kehrte er als Trainer zu seinem ehemaligen Verein SpVgg Fürth zurück, für den er bis zum Herbst jenes Jahres tätig war. Dabei legte er einen wesentlichen Grundstein für jene Mannschaft, die zum Saisonende unter der Leitung von Riebes ehemaligen Lehrmeister William Townley gegen Hertha BSC die zweite Deutsche Meisterschaft für den Verein gewann. Riebe war zu dieser Zeit jedoch schon längst wieder nach Wien zurückgekehrt, wo er mit dem Wiener Sport-Club die Saison auf dem achten Tabellenplatz abschloss. Vom Sommer 1926 bis zum Oktober 1927 trainierte er den Hamburger SV, mit dem er 1927 Zweiter der Norddeutschen Meisterschaft und Norddeutscher Pokalsieger wurde. Außerdem erreichte er das Viertelfinale der Endrunde um die deutsche Meisterschaft. Im Anschluss an seine Tätigkeit in Hamburg übernahm Riebe den Trainerposten beim Wiener Erstligisten Brigittenauer AC.
Von 1930 bis 1932 trainierte er den französischen Amateurverein Racing Straßburg, mit dem er in der elsässischen Liga jedoch nur Mittelfeldplätze belegte. Nach einer Trainertätigkeit in Rumänien übernahm er 1935 den polnischen Erstligisten Warta Posen, den er bis Ende 1937 betreute und die Mannschaft zu zwei dritten Plätzen in der Liga führte.
In der Nachkriegszeit war Riebe ab 1946 als Trainer beim steirischen Landesligisten SV Leibnitz tätig.
Neben seiner Tätigkeit als Vereinstrainer erhielt Riebe auch mehrmals die Möglichkeit Auswahlmannschaften zu betreuen, so beispielsweise das Wiener Städteteam und die Auswahlen des süddeutschen und des norddeutschen Fußballverbandes.

## Erfolge

### Als Spieler
- Deutscher Meister 1914
- Süddeutscher Meister 1914
- Bayerischer Meister 1913, 1914

### Als Trainer
- Norddeutscher Pokalsieger 1926